# City Opera of Vancouver
La City Opera of Vancouver è una compagnia d'opera da camera professionale con sede a Vancouver, Canada, fondata nel 2006.

## Storia
Le sue produzioni passate comprendono la prima a Vancouver di Nigredo Hotel di Ann-Marie MacDonald e Nic Gotham, commissione e prima esecuzione di Missing, della librettista Marie Clements e del compositore Brian Current, dato in coproduzione con la Pacific Opera Victoria, la prima di una nuova opera da camera di Mozart, "Le opere perdute di Mozart", la prima mondiale di Pauline, opera da camera su libretto originale di Margaret Atwood, la prima su commissione e workshop di Fallujah, con musiche di Tobin Stokes e libretto di Heather Raffo e sostenuta dalla Annenberg Foundation di Los Angeles, la prima dell'evento canadese di Sumidagawa e Curlew River in doppio cartellone e la prima nella Columbia Britannica di Der Kaiser von Atlantis di Viktor Ullmann.

## Locali per spettacoli
La City Opera ha guidato gli sforzi per ripristinare il Pantages Theatre di Vancouver come sede della compagnia, nonché la Vancouver Cantonese Opera e il Vancouver Moving Theatre. Costruito da Alexander Pantages nel 1907, l'edificio era considerato il più antico teatro di vaudeville rimasto nel Canada occidentale ed era elencato come uno degli edifici storici di Vancouver. Tuttavia, dopo che il Consiglio comunale di Vancouver ha votato per rifiutare il restauro nel 2011, la struttura è stata demolita e la società ora utilizza altre sedi del boccascena in Metro Vancouver come luoghi di spettacolo.

## Consiglio di amministrazione e consiglieri
La City Opera è gestita da un consiglio di amministrazione senza scopo di lucro, guidato dal presidente Janet Lea. È membro del Community Arts Council di Vancouver e Community Partner del Canadian Music Centre. Il suo staff comprende il direttore d'orchestra e direttore artistico Charles Barber e il direttore generale Trudy Chalmers. David Boothroyd e Roger Parton sono gli staff coach e accompagnatori e Jayson McLean è il Production Manager. I consulenti musicali della compagnia sono stati il compianto Sir Charles Mackerras e rimangono Sean Bickerton, Robert Baker e Colin Miles del Canadian Music Center. Il patrono onorario della City Opera è Evgenij Kisin.

## Produzioni

### Der Kaiser von Atlantis
Il 1º febbraio 2009 la City Opera ha eseguito la prima nella Columbia Britannica di The Emperor of Atlantis (Der Kaiser von Atlantis) di Viktor Ullmann. Vi ha partecipato ed è intervenuto il Luogotenente Governatore della British Columbia, l'onorevole Steven Point. Osservazioni e analisi successive sono state fornite dal dottor Jaap Hamburger, figlio di sopravvissuti di Auschwitz. Quest'opera da camera, prodotta professionalmente, è stata realizzata in collaborazione con il Vancouver Holocaust Education Centre. È stata scritta a Theresienstadt nel 1944 ed è stata registrata dalla Decca.

### SumidagawaandCurlew River
Inaugurata il 26 maggio 2010, City Opera (insieme ai co-produttori UBC Drama and Film e Blackbird Theatre) ha presentato la prima canadese di Sumidagawa insieme all'opera che l'ha ispirò, Curlew River di Benjamin Britten. La prima, tratta dall'opera teatrale giapponese nō del XV secolo, vedeva l'artista Butō Denise Fujiwara nel ruolo della Pazza in una coreografia di Natsu Nakajima. La seconda fu interpretata dal tenore Isaiah Bell nei panni della donna pazza, insieme a John Minágro, Sam Marcacinni, Joel Klein ed i membri dei Vancouver Cantata Singers. È stata diretta da John Wright del Blackbird Theatre, con le scene di Robert Gardiner dell'UBC Theatre and Film.

### Fallujah
Il 21 febbraio 2011 fu annunciato che la City Opera Vancouver aveva ricevuto la più grande sovvenzione per una commissione d'opera nella storia del Canada. La Annenberg Foundation di Los Angeles, in collaborazione con la sua affiliata Explore.org, assegnò alla City Opera $250.000 per creare un'opera da camera basata su una storia originale sulla guerra in Iraq. Quella storia era stata ispirata dalla vita e dal lavoro del sergente Christian Ellis dell'USMC. La nuova opera, dal titolo provvisorio Fallujah, fu composta in un periodo di due anni, con i suoi seminari tenuti a Vancouver. La quarta e ultima serie dei seminari furono tenuti davanti a un pubblico invitato al Frederic Wood Theatre il 13 maggio 2012. L'opera è composta da nove cantanti e undici musicisti. Il librettista è l'iracheno-americana Heather Raffo, di New York, e il compositore canadese Tobin Stokes di Vancouver. Il 2 luglio 2012 il lavoro è stato ufficialmente lanciato tramite un lungo servizio pubblicato da The Associated Press. Allo stesso tempo l'affiliata Explore.org della Fondazione Annenberg iniziò la pubblicazione online di una serie di estratti filmati dell'opera. Il 9 luglio fu annunciato che la fondazione aveva concesso alla City Opera Vancouver altri $100.000 per la realizzazione di questi materiali cinematografici. Nel marzo 2016 Fallujah ha è stata eseguita in prima negli Stati Uniti, prodotta a Los Angeles dalla Long Beach Opera e, nel novembre 2016, la sua prima a New York alla New York City Opera. Un documentario televisivo KCET sul lavoro ha ricevuto un Los Angeles Emmy nel luglio 2017.

### Pauline
Il 23 maggio 2014 la compagnia ha presentato in prima mondiale Pauline, un'opera da camera composta da Tobin Stokes su libretto di Margaret Atwood. Interpretato dal mezzosoprano drammatico Rose-Ellen Nichols, dal soprano Sarah Vardy e dal tenore Adam Fisher, è andata tutto esaurito in tutte e cinque le serate. Commissionata dalla City Opera di Vancouver, l'opera è ambientata a Vancouver nel marzo 1913 durante gli ultimi giorni della vita della scrittrice e interprete canadese Pauline Johnson. Su invito del festival letterario Québec en toutes lettres, l'opera è stata eseguita in versione concerto al Grand Theatre du Québec il 16 ottobre 2015 con il cast originale.

### Le opere perdute di Mozart
La compagnia produsse la sua prima commedia, il suo primo Mozart, la sua prima produzione alla Christ Church Cathedral, la prima apparizione di Bramwell Tovey in un'opera e la prima di una "nuova" opera di Mozart, il 27, 28 e 29 ottobre 2016. Basato sulla borsa di studio di Raphaël De Vos, John Drummond, Jane Oakshott e Richard Rastall, queste erano ricostruzioni di tre opere che Mozart iniziò, ma non terminò mai. Due erano commedie italiane (Lo sposo deluso e L'oca del Cairo) e la terza un Singspiel tedesco, (Zaide). Sono stati riuniti in un'opera originale di Maria Reva, e tutti fondati su un'idea del regista teatrale Alan Corbishley: un impresario è seduto in un teatro, considerando il suo prossimo progetto quando, con suo stupore, si aprono le Porte del Limbo. Ne escono le anime perdute, gli spiriti che da 200 anni aspettano Mzart perché dia loro la vita. Chiedono la possibilità di cantare, ma l'impresario non è impressionato.

### Missing
Missing, la terza commissione della City Opera Vancouver, fu presentata per la prima volta il 3 novembre allo York Theatre di Vancouver. Dopo una esecuzione di cinque rappresentazioni, l'opera si trasferì a Victoria, la sede della Pacific Opera, che aveva co-commissionato il lavoro, e durò fino al 26 novembre. Un'opera da camera composta da Brian Current su libretto di Marie Clements, Missing esplora come gli omicidi e le sparizioni inspiegabili di almeno 18 donne lungo la Highway of Tears (La strada delle lecrime) e di oltre mille in tutto il Canada, la maggior parte delle quali indigene, avessero colpito le persone nella loro vite.

### Nigredo Hotel
La premiere a Vancouver di questo "bizzarro thriller operistico" è stata data dalla City Opera Vancouver nel settembre 2018, al The Cultch Historic Theatre. Nigredo Hotel è stato scritto dai canadesi Nic Gotham e Ann-Marie MacDonald e originariamente presentato per la prima volta nel 1992. Diretto da Alan Corbishley e interpretato dal baritono Tyler Duncan e dal soprano Sarah Vardy, questa produzione presentava una testa gigantesca concepita e illuminata da John Webber. Barbara Clayden ha disegnato i costumi e Malcolm Dow il suono. La combinazione di quattro esecutori si è esibita sul palco per tutto il tempo.

## Canadian Classics
City Opera ha creato la rassegna di registrazioni Canadian Classics, un'indagine sulla musica d'arte canadese dal 1800 circa ad oggi. È progettata in quattro generi: repertorio sinfonico, da camera, strumentale e vocale/corale/operistico. Una giuria nazionale di una dozzina di consulenti ha raccomandato un degno repertorio canadese. Naxos Records è il partner principale nell'impresa a lungo termine. Il violinista Mark Fewer, la pianista Rena Sharon, il Vancouver International Song Institute, il clarinettista François Houle e altri artisti hanno accettato di unirsi allo staff di Canadian Classics. Il manager della serie è Raymond Bisha. Canadian Classics è stato ufficialmente lanciato al concerto di gala di apertura della stagione della Vancouver Symphony Orchestra al Teatro Orpheum di quella città il 24 settembre 2011. Il primo CD pubblicato nella nuova serie, Fugitive Colours, conteneva la musica di Jeffrey Ryan, con la VSO guidata dal direttore Bramwell Tovey. La serie prevede l'uscita di 6-8 nuovi CD ogni anno.

## Concerti ed eventi speciali
City Opera ha offerto eventi speciali, concerti e recital presso istituzioni di quartiere e di servizio. Ad aprile 2019 ci sono stati 131 eventi di questo genere. Nell'ottobre 2007 la compagnia ha prodotto i primi Carmina Burana canadesi Sing-Along. Nel maggio 2009 la City Opera ha prodotto il primo di una serie di seminari della New Canadian Chamber Opera. Questo evento, con dodici artisti ospiti e registrato su DVD, ha organizzato la nuova opera da camera Sea Change, con musiche di Constantine Caravasillis di Toronto e libretto di Nora Kelly. Nel novembre 2010 la compagnia ha iniziato una nuova serie di recital di opere alla Minoru Chapel di Richmond, Columbia Britannica.